# 山梨交通鰍沢営業所
山梨交通鰍沢営業所（やまなしこうつうかじかざわえいぎょうしょ）は、山梨県南巨摩郡富士川町に位置する山梨交通の営業所。

## 概要
国道52号の旧道と甲西道路に挟まれる地点に位置する。おもに南アルプス市を経由し甲府駅へ向かうバス路線を担当している。かつては身延町方面にもバスを走らせていたが、1980年代の合理化により次々と廃止になり、各自治体のコミュニティバスに移管されている。

## 現行路線
数字は系統番号。甲府駅の乗り場については甲府駅バスターミナルを参照。

### 一般路線バス
- 42：県立中央病院 - 飯田三丁目 - 甲府駅 - 貢川 - 農林高校 - 西野 - 小笠原橋 - 小笠原下仲町[注釈 1]
- 43：甲府駅 - 貢川 - 農林高校 - 中条入口 - 十五所 - 小笠原橋 - 追分 - フォレストモール富士川
- 44：甲府駅 - 貢川 - 農林高校 - 中条入口 - 十五所 - 小笠原橋 - 追分 - 鰍沢営業所[注釈 1]
- 46：甲府駅 - 貢川 - 農林高校 - 中条入口 - 十五所 - 小笠原橋 - 小笠原車庫 [注釈 1]
- 47：鰍沢営業所 → 追分 → 小笠原橋 → 西野 → 農林高校 → 貢川 → 甲府駅 → 飯田三丁目 → 県立中央病院[注釈 2]
- 53：県立中央病院 - 飯田三丁目 - 甲府駅 - 伊勢一丁目 - 千秋橋 - 国母駅入口 - 上河東四ツ角 - 小井川駅入口 - 花輪 - 浅原 - 南湖下宿 - 追分 - 鰍沢営業所[注釈 3]
- 56：甲府駅 - 伊勢一丁目 - 千秋橋 - 国母駅入口 - 上河東四ツ角 - 常永駅 - 山梨大学医学部付属病院[注釈 4]

42系統・44系統・46系統は、地域間幹線系統として国の補助を受ける。

### 通学路線バス
- 45：一高前 - 朝日小学校入口 - 甲府西高校 - 甲府昭和高校入口 - 農林高校入口 - 中条入口 - 十五所 - 小笠原橋 - 追分 - 鰍沢営業所

「High Schoolライナー」と時刻表に記載されている、通学生の利便性向上のために新規設定された路線。誰でも乗車可能。2017年4月3日に「塩山駅～日川高校～笛吹高校～酒折宮前（甲府東高校）線」が運行開始されるまでは、甲府市内を走る山梨交通のバスとしては甲府駅へ乗り入れない唯一の路線であった。

### イオンモールシャトルバス
- 甲府駅 - ダイタビル前 - 宝一丁目 - 飯田三丁目 - 甲府西高校 - 甲府昭和高校入口 - イオンモール甲府昭和

甲府駅からイオンモール甲府昭和まで直行バスを運行している（系統番号なし）。便数が多い土休日ダイヤの一部便を担当。敷島営業所、伊勢町営業所と共管。
快速のため記載停留所以外は通過。途中の停留所はイオンモール甲府昭和行きは乗車のみ、甲府駅行きは降車のみ。

## 受託路線
以下の路線は富士川町、市川三郷町、身延町から受託し、富士川町コミュニティバス、富士川町ホリデーバス、市川三郷町コミュニティバス、身延町営バスとして運行している。いずれもかつては山交タウンコーチが受託していた。
PASMO・Suicaなど交通系ICカードも利用可能である（市川三郷町コミュニティバスを除く）。

### 富士川町コミュニティバス
- 青洲高校前 - 市川大門駅 - 青柳二丁目 - 町民図書館前 - 富士川町役場 - 増穂商業高校正門 - 富士川病院 - 鰍沢営業所 - 鰍沢口駅

### 富士川町ホリデーバス
- 十谷線：鰍沢口駅 - 鰍沢営業所 - 鰍沢中学校 - 五開入口 - 箱原 - かじかの湯 - 十谷入口
- 小室線：鰍沢口駅 - 鰍沢営業所 - フォレストモール南 - 甲西道路入口 - 富士川町役場 - 増穂商業高校正門 -教習所前 - 小室
- 平林線：鰍沢口駅 - 甲西道路入口 - 富士川町役場 - 増穂小学校 - 大久保 - 新梨 - 平林公民館 - 平林

### 市川三郷町コミュニティバス六郷線
- 鰍沢口駅 - ニードスポーツセンター - 落居駅入口 - 甲斐岩間駅 - つむぎの湯

### 身延町営バス身延鰍沢線
富士川町方面
- 身延駅 - 身延支所 - 波高島駅 - 飯富ふれあいセンター - 西嶋神社 - 鰍沢口駅（降車のみ） - 鰍沢営業所 - 富士川病院

身延町方面
- 鰍沢口駅 - 富士川病院 - 鰍沢営業所 - 西嶋神社 - 飯富ふれあいセンター - 波高島駅 - 身延支所 - 身延駅

### その他
コミュニティバス（自治体バス）として、富士川町が運行するデマンドバス「富士川町町営バス」が当営業所に乗り入れている。